# Manuel de Fluvià i Borràs
Manuel de Fluvià i Borràs (Corró d'Avall, Vallès Oriental, 1866 - Barcelona, 22 d'octubre de 1898) fou un músic i cal·lígraf català.

## Biografia
Fou fill de Llorenç de Fluvià i d'Eleonor Borràs i germà de l'escriptor Pius de Fluvià i Borràs, que fou l'avi d'Armand de Fluvià i Escorsa, guardonat amb la Creu de Sant Jordi l'any 2000.
Fou cal·lígraf del capítol de la catedral de Barcelona (1883-1898) i professor de cal·ligrafia. Fou també professor de dibuix a l'Acadèmia Politècnica de Barcelona.
Va rebre la distinció de Cavaller de l'Orde d'Isabel la Catòlica.
Va morir a Barcelona víctima d'una malaltia d'Addison.

## Obres
Va compondre diverses peces musicals:
- La marxa Les vestales (1888), que fou premiada per l'Académie Lamartine, de París.
- El poema musical Manfred (1892).
- Obres menors per a piano, com ara la titulada La lluita, guanyadora d'un premi de l'Acadèmia Lamartine Noyers de França en un Concurs Internacional de Belles Arts (1888).[5]
- Estudis.